# 세인트패트릭구 (도미니카 연방)

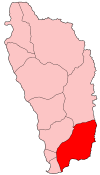
세인트패트릭구의 위치

세인트패트릭구(영어: Saint Patrick Parish)는 도미니카 연방 남동부에 위치한 구로 행정 중심지는 그랜드베이이며 면적은 87.5km2, 인구는 7,622명(2011년 기준)이다. 서쪽으로는 세인트조지구와 세인트루크구, 세인트마크구, 북쪽으로는 세인트데이비드구와 접한다.